# Peptidová vazba

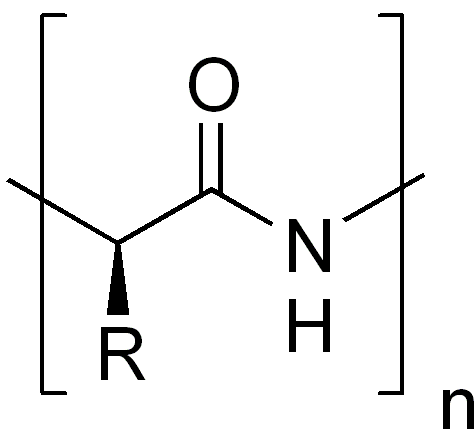
Peptidová vazba

Peptidová vazba, také peptidická vazba, je druhem kovalentní chemické vazby obsahující seskupení atomů –CO–NH–. Je typická pro peptidy, polypeptidy a proteiny, v nichž se –CO–NH– vytváří při kondenzaci jednotlivých aminokyselin, ale dále i pro syntetické polyamidy. Chemicky se sloučeniny s tímto uskupením atomů nazývají amidy. Aminokyseliny spojené navzájem peptidovou vazbou jsou strukturní kostrou všech peptidů a bílkovin.
Peptidová vazba se tvoří mezi karboxylem jedné aminokyseliny a aminoskupinou druhé aminokyseliny za současného vzniku vody, přičemž karboxyl poskytuje hydroxyl (OH skupinu) a aminoskupina poskytuje vodík (H proton).
Peptidová vazba je i ve vodném prostředí stálá. Hydrolyzuje in vitro při zvýšené teplotě v prostředí silné kyseliny nebo zásady, in vivo její hydrolýzu katalyzuje velké množství enzymů ze skupiny peptidáz.

## Vznik peptidové vazby
Karboxylová skupina první aminokyseliny reaguje svým C-koncem s aminoskupinou druhé aminokyseliny na jejím N-konci. Karboxylová skupina -COOH poskytuje -OH skupinu a  aminoskupina NH2 poskytuje -H. Vzniká tak peptid a voda. R jsou uhlovodíkové řetězce aminokyselin, které po reakci zůstávají na páteři peptidového řetězce a jsou určující pro jeho vlastnosti.

Vznik peptidové vazby mezi dvěma aminokyselinami. Peptidová vazba vyznačena červeně, vyloučená voda modře.

Atomy dusíku v amidové vazbě nejsou bazické, protože jejich nevazebný elektronový pár je delokalizován interakcí s karbonylovou skupinou. Tento překryv p-orbitalů atomu dusíku s π-orbitaly karbonylové skupiny dává vazbě C-N částečný charakter dvojné vazby a omezuje tak její rotaci. Amidová vazba je proto planární, kde vazba N-H je orientovaná vůči vazbě C=O o 180°. Tato vlastnost peptidové vazby má mimořádný význam pro prostorové uspořádávání vznikajících peptidů a bílkovin. Je základem jejich biologické účinnosti.

Rezonance peptidové vazby

## Oligopeptidy a polypeptidy
Dvě spojené aminokyseliny se nazývají dipeptid. Tento dipeptid má na svých koncích opět skupiny -COOH a -NN2, které jsou spolu schopné reagovat za vzniku další peptidové vazby. Vícenásobnou kondenzací mohou tak být spojeny další aminokyseliny. Mohou vznikat tripeptidy (3), tetrapeptidy (4), pentapeptidy (5), hexapeptidy (6), heptapeptidy (7), oktapeptidy (8), nonapeptidy (9) atd. Tyto peptidy se nazývají oligopeptidy. Polypeptidy obsahují nad 10 aminokyselin, Bílkoviny obsahují nad 100 aminokyselin a jejich sekvence v polypeptidovém řetězci tvoří primární strukturu bílkovin. 

## Pořadí aminokyselin
Pořadí aminokyselin v peptidech a bílkovinách určuje jejich vlastnosti. Možnosti jejich kombinací jsou nekonečné. Příklady počtu kombinací:
- Dvě aminokyseliny A a B mohou vytvořit 2 sloučeniny: AB a BA.
- Tři aminokyseliny A a B a C mohou vytvořit 6 různých sloučenin: ABC, ACB, BAC, BCA, CAB,CBA
- Čtyři aminokyseliny vytvoří 4 · 3 · 2 · 1 = 24 sloučenin
- Pět aminokyseliny vytvoří 5 · 4 · 3 · 2 · 1 = 120 sloučenin, atd.

## Základní aminokyseliny v živých organismech
V živých organizmech můžeme najít 20 základních aminokyselin, které mezi sebou vytvářejí peptidové vazby. V abecedním pořadí to jsou:
- Alanin – Ala (A)
- Arginin – Arg (R)
- Asparagin – Asn (N)
- Cystein – Cys (C)
- Fenylalanin – Phe (F)
- Glycin – Gly (G)
- Glutamin – Gln (Q)
- Histidin – His (H)
- Isoleucin – Ile (I)
- Kyselina asparagová – Asp (D)
- Kyselina glutamová – Glu (E)
- Leucin – Leu (L)
- Lysin – Lys (K)
- Methionin – Met (M)
- Prolin – Pro (P)
- Serin – Ser (S)
- Threonin – Thr (T)
- Tryptofan – Trp (W)
- Tyrozin – Tyr (Y)
- Valin – Val (V)

Existují ještě další dvě aminokyseliny, které jsou k tomuto seznamu přiřazovány, jsou to selenocystein a pyrolysin.